# Johnsburg
Johnsburg és una vila dels Estats Units a l'estat d'Illinois. Segons el cens del 2000 tenia 5.391 habitants.

## Demografia
Segons el cens del 2000, Johnsburg tenia 5.391 habitants, 1.760 habitatges, i 1.501 famílies. La densitat de població era de 375,7 habitants/km².
Dels 1.760 habitatges en un 44,9% hi vivien nens de menys de 18 anys, en un 73,9% hi vivien parelles casades, en un 7,1% dones solteres, i en un 14,7% no eren unitats familiars. En l'11,8% dels habitatges hi vivien persones soles el 3,9% de les quals corresponia a persones de 65 anys o més que vivien soles. El nombre mitjà de persones vivint en cada habitatge era de 3,06 i el nombre mitjà de persones que vivien en cada família era de 3,32.
Per edats la població es repartia de la següent manera: un 30,6% tenia menys de 18 anys, un 7% entre 18 i 24, un 28,3% entre 25 i 44, un 26,4% de 45 a 60 i un 7,6% 65 anys o més.
L'edat mediana era de 37 anys. Per cada 100 dones de 18 o més anys hi havia 99,4 homes.
La renda mediana per habitatge era de 69.864 $ i la renda mediana per família de 73.491 $. Els homes tenien una renda mediana de 51.832 $ mentre que les dones 30.893 $. La renda per capita de la població era de 27.582 $. Aproximadament l'1,1% de les famílies i l'1,3% de la població estaven per davall del llindar de pobresa.

## Poblacions properes
El següent diagrama mostra les poblacions més properes.